# قسطنطين فانشينكين
قنسطنطين ياكوفليفيتش فانشينكين (الروسية: Константин Яковлевич Ваншенкин كونستانتين فاينشنكر (17 ديسمبر 1925 -  2012) شاعر وكاتب غنائي سوفيتي من موسكو.
خلال الحرب العالمية الثانية خدم فانشينكين في الجيش السوفيتي في القوات المحمولة جوًّا للجبهة الأوكرانية الثانية والجبهة الأوكرانية الثالثة. جُند في عام 1942 وسُرح في عام 1946. نُشرت أول مجموعة شعرية له بعنوان أغنية عن الحرس، في عام 1951. أشهر أغانيه هي " أليوشا " (1966)، المستوحاة من نصب تذكاري عسكري في بلوفديف، و"أحبك أيتها الحياة" (1956)، وهي أغنية مميزة لمارك بيرنز. نُشرت مجموعة من أغانيه مع الموسيقى في عام 1965.
كان فانشينكين حائزًا على جوائز حكومية مرموقة، بما في ذلك جائزة الدولة للاتحاد السوفييتي (1985) وجائزة الدولة للاتحاد الروسي (2001).
زوجته إنا جوف (1928–1991) كانت كاتبة غنائية بارزة أيضًا. دُفن الزوجان في مقبرة فاجانكوفو.